# Rakytov (Velká Fatra)
Rakytov (1567 m n. m.) je nejvyšší vrchol takzvané liptovské větve hlavního hřebene Velké Fatry. Z vrcholu se naskýtá kruhový výhled na Velkou Fatru, Nízké Tatry, Malou Fatru a Západní Tatry. Na vrcholu se nachází výhledová růžice a kříž. Přístup je možný po zelené turistické značce z Ružomberku na Ploskou. Na jižním úpatí hory se nachází zajímavý útvar – Skalní brána.